# Maurice Domingue
Pour les articles homonymes, voir Domingue (homonymie).
Maurice Domingue, né le 12 juin 1918 à Pointe-aux-Trembles, annexée à Montréal en 1982, et mort le 14 janvier 2002 à Montréal, est un peintre québécois.

## Biographie
Maurice Domingue naît en 1918 à Pointe-aux-Trembles, sur l'île de Montréal. Il commence ses études en arts à l'École des beaux-arts de Montréal, puis assiste aux cours de nuit de l'école du Musée des beaux-arts de Montréal sur la rue Sherbrooke,. Il s'y spécialise en aquarelle, technique pour laquelle il sera passionné. Il ouvre un atelier sur le boulevard Saint-Jean-Baptiste, où il va aussi être professeur d'art. Il fait plus tard partie des membres fondateurs de la Société canadienne de l'aquarelle.
Il rejoint aussi l'Institut des arts figuratifs. En 1999, il participe à l'inauguration de la salle d'exposition et du café de la Maison de la culture Pointe-aux-Trembles en organisant une exposition. Il meurt en 2002 à l'âge de 83 ans. Le 24 mars 2004, son nom est donné à la d'exposition de la Maison de la culture à Pointe-aux-Trembles.
Il était connu pour être l'un des aquarellistes les plus influents du Québec et pour sa maîtrise des techniques artistiques et sa sensibilité. Il est l'un des rares artistes de Pointe-aux-Trembles à avoir reçu une reconnaissance au Québec et au niveau national. La Société canadienne de l'aquarelle remet aussi régulièrement un prix à son nom, le prix Maurice Domingue.

## Œuvres
- Sainte-Anne-de-Beaupré, huile sur toile, 41 × 51 cm, XXe siècle, Musée du Bas-Saint-Laurent[3].